# Championnat d'Argentine de football 2012-2013
Navigation
Tournoi précédent Saison suivante
La saison 2012-2013 du Championnat d'Argentine de football est la 83e édition professionnelle de la première division argentine. Les vingt meilleures équipes du pays sont regroupées au sein d'une poule unique, où chaque club rencontre tous ses adversaires deux fois. Le championnat se joue en deux phases (Inicial et Final) de 19 matchs chacune. Les gagnants de chaque phase sont sacrés champion.
Cette édition marque la fin des barrages de relégation : au terme de la saison, les trois équipes les plus mal classées au classement de relégation seront directement reléguées en Nacional B.
Vélez Sarsfield est sacré champion du tournoi Inicial (9e titre) et Newell's Old Boys (Rosario) remporte le tournoi Final (6e titre). Vélez Sarsfield remporte la Súperfinal (10e titre) opposant les deux champions.
Au terme du tournoi Final, Independiente, troisième club le plus titré du pays, est relégué en deuxième division pour la première fois de son histoire.

## Les 20 clubs participants
| \| Buenos Aires Rafaela Córdoba Santa Fe La Plata Mendoza San Juan Rosario \| Villes représentées lors de la saison 2012-2013 |
| Buenos Aires Rafaela Córdoba Santa Fe La Plata Mendoza San Juan Rosario                                                       |

A : Tenant du titre Ouverture (Apertura)
C : Tenant du titre Clôture (Clausura)
P : Promu
| Club                   | Ville        | Saisons totales en D1 | Saisons en D1 depuis la dernière promotion | Titres | Classement Clôt. 2012 |
| ---------------------- | ------------ | --------------------- | ------------------------------------------ | ------ | --------------------- |
| Atlético All Boys      | Buenos Aires | 11                    | 3                                          | 0      | 5e                    |
| Argentinos Juniors     | Buenos Aires | 63                    | 9                                          | 3      | 8e                    |
| Arsenal C              | Sarandí      | 11                    | 11                                         | 1      | 1er                   |
| Atlético de Rafaela    | Rafaela      | 3                     | 2                                          | 0      | 13e                   |
| Belgrano               | Córdoba      | 12                    | 2                                          | 0      | 14e                   |
| Boca Juniors A         | Buenos Aires | 83                    | 83                                         | 30     | 4e                    |
| Colón                  | Santa Fe     | 34                    | 18                                         | 0      | 7e                    |
| Estudiantes            | La Plata     | 81                    | 18                                         | 6      | 9e                    |
| Godoy Cruz             | Godoy Cruz   | 7                     | 5                                          | 0      | 18e                   |
| Independiente          | Avellaneda   | 83                    | 83                                         | 16     | 16e                   |
| Lanús                  | Lanús        | 59                    | 21                                         | 1      | 10e                   |
| Newell's Old Boys      | Rosario      | 72                    | 50                                         | 5      | 6e                    |
| Quilmes P              | Quilmes      | 27                    | 1                                          | 1      | 2e (D2)               |
| Racing Club            | Avellaneda   | 80                    | 28                                         | 16     | 17e                   |
| River Plate P          | Buenos Aires | 82                    | 1                                          | 35     | 1er (D2)              |
| San Martín             | San Juan     | 3                     | 2                                          | 0      | 15e                   |
| San Lorenzo de Almagro | Buenos Aires | 82                    | 31                                         | 14     | 12e                   |
| Tigre                  | Victoria     | 29                    | 6                                          | 0      | 2e                    |
| Unión                  | Santa Fe     | 29                    | 2                                          | 0      | 11e                   |
| Vélez Sarsfield        | Buenos Aires | 80                    | 70                                         | 8      | 3e                    |

## Compétition
Le classement est établi en utilisant le barème suivant :
- Victoire : 3 points
- Match nul : 1 point
- Défaite, forfait ou abandon : 0 point

En cas d'égalité de points pour la première place, les équipes concernées devront disputer un match sur terrain neutre pour déterminer le champion.

### TournoiInicial
Après avoir mené durant la première moitié du championnat, Newell's Old Boys perd finalement la première place à la 14e journée. Lanús, après un début de saison en demi-teinte, aligne 7 victoires consécutives mais cède lors des dernières journées. Vélez Sarsfield obtient, à une journée du terme, le 9e titre de son histoire.

#### Classement
Actualisé à la fin du championnat, hors matchs en retard
| Rang | Équipe                      | Pts | J  | G  | N | P  | Bp | Bc | Diff |
| ---- | --------------------------- | --- | -- | -- | - | -- | -- | -- | ---- |
| 1    | Vélez Sarsfield             | 41  | 19 | 13 | 2 | 4  | 31 | 12 | +19  |
| 2    | Newell's Old Boys (Rosario) | 36  | 19 | 9  | 9 | 1  | 23 | 11 | +12  |
| 2    | Belgrano (Córdoba)          | 36  | 19 | 10 | 6 | 3  | 22 | 13 | +9   |
| 4    | Lanús                       | 34  | 19 | 10 | 4 | 5  | 23 | 10 | +13  |
| 5    | Racing Club                 | 33  | 19 | 9  | 6 | 4  | 26 | 12 | +14  |
| 6    | Boca Juniors                | 33  | 19 | 9  | 6 | 4  | 25 | 20 | +5   |
| 7    | Arsenal                     | 31  | 19 | 9  | 4 | 6  | 19 | 22 | -3   |
| 8    | River Plate                 | 29  | 19 | 7  | 8 | 4  | 28 | 16 | +12  |
| 9    | Estudiantes (La Plata)      | 28  | 19 | 8  | 4 | 7  | 19 | 16 | +3   |
| 10   | Colón (Santa Fe)            | 26  | 19 | 6  | 8 | 5  | 26 | 24 | +2   |
| 11   | San Lorenzo de Almagro      | 26  | 19 | 6  | 8 | 5  | 20 | 20 | 0    |
| 12   | All Boys                    | 21  | 19 | 5  | 6 | 8  | 19 | 27 | -8   |
| 13   | Atlético de Rafaela         | 20  | 19 | 5  | 5 | 9  | 20 | 28 | -8   |
| 14   | Godoy Cruz (Mendoza)        | 20  | 19 | 5  | 5 | 9  | 13 | 24 | -11  |
| 15   | Argentinos Juniors          | 19  | 19 | 4  | 7 | 8  | 19 | 29 | -10  |
| 16   | Quilmes*                    | 18  | 18 | 3  | 9 | 6  | 16 | 23 | -7   |
| 17   | San Martín (San Juan)       | 17  | 19 | 4  | 5 | 10 | 21 | 27 | -6   |
| 18   | Independiente*              | 16  | 18 | 3  | 7 | 8  | 15 | 23 | -8   |
| 19   | Tigre**                     | 11  | 17 | 1  | 8 | 8  | 15 | 26 | -11  |
| 20   | Unión (Santa Fe)            | 7   | 19 | 0  | 7 | 12 | 16 | 33 | -17  |

Abréviations
A : Tenant du titre (Ouverture)

C : Tenant du titre (Clôture)

P : Promus de Nacional B
NB : La différence de buts, bien qu'affichée, n'est pas prise en compte dans le championnat argentin. En cas d'égalité pour le titre, les équipes sont départagées par un ou plusieurs matchs de départage.
Les équipes marqués d'un ou plusieurs astérisques ont un ou plusieurs matchs en retard, non encore joués à la fin du championnat.

#### Meilleurs buteurs
Facundo Ferreyra (Vélez Sarsfield) et Ignacio Scocco (Newell's Old Boys) sont tous deux sacrés meilleurs buteurs de l'Inicial avec 13 réalisations chacun.

### TournoiFinal
| Rang | Équipe                      | Pts | J  | G  | N  | P  | Bp | Bc | Diff |
| ---- | --------------------------- | --- | -- | -- | -- | -- | -- | -- | ---- |
| 1    | Newell's Old Boys (Rosario) | 38  | 19 | 12 | 2  | 5  | 40 | 21 | +19  |
| 2    | River Plate                 | 35  | 19 | 10 | 5  | 4  | 28 | 22 | +6   |
| 3    | Lanús                       | 33  | 19 | 8  | 9  | 2  | 26 | 14 | +12  |
| 4    | San Lorenzo de Almagro      | 32  | 19 | 8  | 8  | 3  | 26 | 16 | +10  |
| 5    | Quilmes                     | 31  | 19 | 8  | 7  | 4  | 28 | 22 | +6   |
| 6    | Racing Club                 | 29  | 19 | 8  | 5  | 6  | 24 | 17 | +7   |
| 7    | Godoy Cruz (Mendoza)        | 29  | 19 | 7  | 8  | 4  | 23 | 13 | +10  |
| 8    | Arsenal                     | 29  | 19 | 8  | 5  | 6  | 25 | 22 | +3   |
| 9    | San Martín (San Juan)       | 26  | 19 | 7  | 5  | 7  | 31 | 28 | +3   |
| 10   | Belgrano (Córdoba)          | 23  | 19 | 4  | 11 | 4  | 14 | 13 | +1   |
| 11   | Atlético de Rafaela         | 23  | 19 | 5  | 8  | 6  | 21 | 23 | -2   |
| 12   | Independiente               | 22  | 19 | 5  | 7  | 7  | 16 | 17 | -1   |
| 13   | Tigre                       | 21  | 19 | 6  | 3  | 10 | 22 | 30 | -8   |
| 14   | Vélez Sarsfield             | 20  | 19 | 4  | 8  | 7  | 18 | 20 | -2   |
| 15   | Estudiantes (La Plata)      | 20  | 19 | 4  | 8  | 7  | 15 | 19 | -4   |
| 16   | All Boys                    | 20  | 19 | 5  | 5  | 9  | 15 | 24 | -9   |
| 17   | Colón (Santa Fe)            | 20  | 19 | 5  | 5  | 9  | 20 | 30 | -10  |
| 18   | Argentinos Juniors          | 18  | 19 | 4  | 6  | 9  | 13 | 21 | -8   |
| 19   | Boca Juniors                | 18  | 19 | 3  | 9  | 7  | 13 | 29 | -16  |
| 20   | Unión (Santa Fe)            | 17  | 19 | 3  | 8  | 8  | 17 | 31 | -14  |

#### Meilleurs buteurs
Ignacio Scocco (Newell's Old Boys) est à nouveau meilleur buteur, avec 11 réalisations. C'est la première fois depuis José Sand en 2008 qu'un joueur est deux fois de suite meilleur buteur.

## Qualification aux Coupes continentales

### Copa Libertadores 2013
Sont qualifiés pour la phase de groupes :
- Arsenal est qualifié comme champion du Clausura 2012.
- Vélez Sarsfield est qualifié comme champion de l'Inicial 2012.
- Newell's Old Boys (Rosario) et Boca Juniors sont qualifiés en tant qu'équipes non-championnes ayant obtenu le plus de points en 2012.

Doit passer par un tour de barrages :
- Tigre, en tant que meilleure équipe argentine en Copa Sudamericana 2012.

### Copa Sudamericana 2013
Sont qualifiés pour le tour de barrages :
- Vélez Sarsfield, en tant que gagnant de la Superfinal 2012-2013.
- Lanús, River Plate, Racing Club, Belgrano (Córdoba) et San Lorenzo de Almagro, en tant qu'équipes non-championnes et non participantes à la phase de groupes de la Copa Libertadores 2013 ayant accumulé le plus de points sur la saison.

### Copa Libertadores 2014
Sont qualifiés pour le tour de barrages :
- Newell's Old Boys (Rosario), en tant que champion du Torneo Final 2013.
- Vélez Sarsfield, en tant que vainqueur de la Superfinal 2012-2013.

## Relégation
La relégation se calcule avec un classement spécifique prenant en compte la moyenne de points sur les trois dernières années.
| Pos. | Équipe                      | Moyenne | 2010/11 | 2011/12 | 2012/13 | Pts | MJ  |
| ---- | --------------------------- | ------- | ------- | ------- | ------- | --- | --- |
| 1er  | Vélez Sarsfield             | 1,816   | 82      | 64      | 61      | 207 | 114 |
| 2e   | River Plate                 | 1,684   | -       | -       | 64      | 64  | 38  |
| 3e   | Lanús                       | 1,623   | 63      | 55      | 67      | 185 | 114 |
| 4e   | Boca Juniors                | 1,579   | 53      | 76      | 51      | 180 | 114 |
| 5e   | Arsenal                     | 1,570   | 57      | 62      | 60      | 179 | 114 |
| 6e   | Belgrano (Córdoba)          | 1,500   | -       | 55      | 59      | 114 | 76  |
| 7e   | Estudiantes (La Plata)      | 1,465   | 69      | 50      | 48      | 165 | 114 |
| 8e   | Newell's Old Boys (Rosario) | 1,439   | 42      | 48      | 74      | 164 | 114 |
| 9e   | Racing Club                 | 1,439   | 52      | 50      | 62      | 164 | 114 |
| 10e  | Colón (Santa Fe)            | 1,342   | 47      | 60      | 46      | 153 | 114 |
| 11e  | Quilmes                     | 1,316   | -       | -       | 50      | 50  | 38  |
| 12e  | Godoy Cruz (Mendoza)        | 1,316   | 63      | 38      | 49      | 150 | 114 |
| 13e  | San Lorenzo de Almagro      | 1,307   | 47      | 44      | 48      | 149 | 114 |
| 14e  | Tigre                       | 1,289   | 50      | 63      | 34      | 147 | 114 |
| 15e  | All Boys                    | 1,281   | 51      | 54      | 41      | 146 | 114 |
| 16e  | Argentinos Juniors          | 1,228   | 54      | 49      | 37      | 140 | 114 |
| 17e  | Atlético de Rafaela         | 1,224   | -       | 50      | 43      | 93  | 76  |
| 18e  | San Martín (San Juan)       | 1,197   | -       | 48      | 43      | 91  | 76  |
| 19e  | Independiente               | 1,132   | 43      | 47      | 39      | 129 | 114 |
| 20e  | Unión (Santa Fe)            | 0.974   | -       | 50      | 24      | 74  | 76  |

Au terme de la saison, Unión (Santa Fe), Independiente et San Martín (San Juan) sont relégués. Independiente connaît à cette occasion la première relégation de son histoire.
|  |            |
|  | Relégables |

### "Superfinale"
La Superfinal oppose les vainqueurs des deux tournois, Vélez Sarsfield et Newell's Old Boys.
| 29 juin 2013 | Vélez Sarsfield | 1 - 0   | Newell's Old Boys | Stade Malvinas Argentinas, Mendoza |                           |
|              |                 | (1 - 0) |                   | Arbitrage : Néstor Pitana          | Arbitrage : Néstor Pitana |

|             | 13 | Sebastián Sosa      |         |
|             | 5  | Fabián Cubero       | 9e, 27e |
|             | 2  | Fernando Tobio      |         |
|             | 6  | Sebastián Domínguez |         |
|             | 3  | Emiliano Papa       | 45e     |
|             | 24 | Iván Bella          | 29e     |
|             | 17 | Franco Razzotti     | 90+1e   |
|             | 8  | Fernando Gago       | 67e     |
|             | 10 | Federico Insúa      | 76e     |
|             | 12 | Lucas Pratto        | 8e 57e  |
|             | 14 | Facundo Ferreyra    |         |
| Remplaçants |    |                     |         |
|             | 1  | Germán Montoya      |         |
|             | 30 | Juan Alberto Sabia  |         |
|             | 4  | Gino Peruzzi        | 29e     |
|             | 18 | Francisco Cerro     | 71e     |
|             | 21 | Agustín Allione     |         |
|             | 29 | Lucas Romero        | 67e     |
|             | 9  | Ezequiel Rescaldani |         |

|             | 1  | Nahuel Guzmán         |         |
|             | 4  | Marcos Cáceres        |         |
|             | 27 | Santiago Vergini      | 5e      |
|             | 20 | Gabriel Heinze        |         |
|             | 15 | Milton Casco          |         |
|             | 8  | Pablo Pérez           | 9e 71e  |
|             | 7  | Lucas Bernardi        |         |
|             | 14 | Rinaldo Cruzado       | 68e 68e |
|             | 11 | Maximiliano Rodríguez |         |
|             | 32 | Ignacio Scocco        |         |
|             | 16 | Víctor Figueroa       |         |
| Remplaçants |    |                       |         |
|             | 22 | Sebastián Peratta     |         |
|             | 6  | Víctor López          |         |
|             | 5  | Diego Mateo           |         |
|             | 18 | Horacio Orzán         |         |
|             | 28 | Martín Tonso          | 68e     |
|             | 37 | Maximiliano Urruti    | 71e     |
|             | 39 | Fabián Muñoz          |         |

'Vélez Sarsfield est sacré Supercampeón ("Superchampion").